# Boku no Natsuyasumi
Boku no Natsuyasumi (ぼくのなつやすみ? lett. "Le mie vacanze estive") è un videogioco d'avventura sviluppato da Millennium Kitchen e pubblicato nel 2000 da Sony Computer Entertainment per PlayStation. Primo titolo della serie omonima, nel 2006 ha ricevuto una conversione per PlayStation Portable, con il titolo Boku no Natsuyasumi Portable: Mushimushi Hakase to Teppenyama no Himitsu!!.
In un sondaggio realizzato nell'aprile 2015 da Goo sui videogiochi PlayStation preferiti dai giocatori giapponesi, Boku no Natsuyasumi si è posizionato al terzo posto, dopo Final Fantasy VII e Resident Evil.

## Trama
Ambientato nell'agosto del 1975, il protagonista è Boku, un bambino di 9 anni che trascorre le vacanze estive dagli zii in campagna.

## Sviluppo
Il creatore del gioco Kaz Ayabe ha affermato di voler creare un gioco che simulasse il mondo reale. Lo sviluppo venne affidato a Millennium Kitchen, eccetto che la programmazione e il sound design. Secondo Ayabe, l'ambientazione di Boku no Natsuyasumi è stata ispirata dalla città di Tsukiyono, nella prefettura di Yamanashi della regione di Chūbu. Il team scattò molte foto di nuvole durante il periodo in cui lo staff raccoglieva riferimenti per il gioco, alcune delle quali sarebbero poi apparse sulla copertina della versione giapponese di Everybody's Golf 3.
Ayabe ha dichiarato che originariamente il gioco doveva essere pubblicato nell'estate del 1999, ma i produttori di Sony richiesero al team di aggiungere un minigioco di pesca, che ne ritardò la pubblicazione al 2000.

## Accoglienza
La versione per PlayStation di Boku no Natsuyasumi ha ottenuto un punteggio di 28/40 dalla rivista Famitsū, basato sulla somma dei punteggi (da 0 a 10) dati al gioco da quattro recensori della rivista.